# رمدلو (لمباردی)
رِمِدلّو (به ایتالیایی: Remedello) یک کومونه در ایتالیا است که در استان برشا واقع شده‌است. رمدلو ۲۱ کیلومتر مربع مساحت دارد و جمعیت آن در سال ۲۰۱۱ برابر با ۳۴۳۱ نفر بوده‌است. رمدلو ۵۱۶ متر بالاتر از سطح دریا واقع شده‌است.